# استیوپا صافاریان
استیوپا سریوژایی سافاریان (ارمنی: Ստյոպա Սերյոժայի Սաֆարյան؛ زادهٔ ۷ اکتبر ۱۹۷۳ در ووسکوان) سیاست‌مدار اهل ارمنستان است. وی از ۴ فوریه ۲۰۰۹ تا ۳۱ مه ۲۰۱۲ نماینده دوره چهارم مجلس ملی جمهوری ارمنستان بوده‌است. سافاریان از دانشگاه دولتی ایروان فارغ‌التحصیل شده‌است.